# Nikolsdorf
Nikolsdorf ist eine Gemeinde mit 873 Einwohnern (Stand 1. Jänner 2024) im Bezirk Lienz in Tirol, Österreich. Die Gemeinde liegt im Gerichtsbezirk Lienz.

## Geographie
Nikolsdorf liegt im äußersten Osten (Sonnenseite) des Lienzer Talbodens nördlich der Drau. Das Dorfzentrum in 675 m ü. A. befindet sich rund 13 km südöstlich der Bezirkshauptstadt Lienz und 3 km von der Kärntner Landesgrenze entfernt. Nikolsdorf ist die östlichste Gemeinde Osttirols sowie des gesamten Bundeslandes Tirol. Das Gemeindegebiet erstreckt sich über Teile des Drautals sowie über die Südhänge der Kreuzeckgruppe zwischen dem Schmaßkogel und den Loneßkopf und umfasst 33,61 km², womit Nikolsdorf im Mittelfeld der Gemeinde des Bezirks Lienz lag. Nikolsdorf grenzt im Südwesten an Lavant, im Nordwesten an Dölsach, im Norden an Rangersdorf und im Osten und Süden an Oberdrauburg (beide Bundesland Kärnten). Die tiefste Stelle der Gemeinde liegt im Bereich des Kärntner Tors (632 m ü. A.), höchster Gipfel ist der Zietenkopf (2483 m ü. A.).

### Berge
Im Nordosten des Gemeindegebietes an der Grenze zu Kärnten finden sich mehrere Gipfel der Kreuzeckgruppe. Dies sind von Nordwesten nach Südosten der Loneskopf (2245 m ü. A.) und das Happlköfel (2348 m ü. A.) mit dem dazwischenliegenden Lindsberger Törl (2296 m ü. A.), danach folgt das Michelsberger Törl (2423 m ü. A.), der Kohlbrunnkopf, der Zietenkopf (2483 m ü. A.), das Damertörl (2318 m ü. A.), der Damerkopf (2441 m ü. A.), der Schmaßkofel (2330 m ü. A.), die Brandenköpfe (1592 m ü. A.) und der Bretterkofel (1428 m ü. A.).

### Gemeindegliederung
Die Vereinigung der drei Gemeinden Nikolsdorf, Lengberg und Nörsach im Jahr 1939 spiegelt sich noch heute in den Katastralgemeinden der Gemeinde Nikolsdorf wider. So umfasst das Gemeindegebiet von Nikolsdorf von Nordwesten nach Südosten die drei Katastralgemeinden Lengberg (1.264,69 ha), Nikolsdorf (885,54 ha) und Nörsach (1.210,40 ha).
Die westlichste Katastralgemeinde Lengberg umfasst das Gebiet von der Grenze zu Dölsach bis zum Silbertalbach bzw. dem Gantschenbach. Hauptsiedlung der Katastralgemeinde ist das Dorf Lengberg in der Talniederung der Drau auf 685 m ü. A. Der Ortsteil wies 2001 eine Bevölkerung von 113 Personen sowie 37 Gebäude auf. Zum Dorf Lengberg wurden dabei auch das Schloss Lengberg sowie die westlich gelegenen Einzelhöfe Etschberg, Fohlenhof und Grasegger, der nördlich gelegene Einzelhof Trutschnig und die Alme Ochsnerhütte gezählt. Des Weiteren befindet sich in der Katastralgemeinde Lengberg auf dem Südabhang des Londeskopfes nördlich vom Dorf Lengberg der Weiler Lindsberg 1103 m ü. A. mit den Einzelhöfen Geiler und Lubig. Lindsberg wies 2001 7 Häuser und 32 Einwohner auf. Ebenfalls in der Katastralgemeinde Lengberg liegt am Abhang des Kühbergs bzw. Ochsenbergs die Streusiedlung Michelsberg 980 m ü. A. mit den Einzelhöfen Baierle, Gomig, Hanser und Nibitzer sowie der Alm Aurinhütte. Michelsberg wies 2001 fünf Gebäude und 22 Einwohner auf.
Nikolsdorf, die kleinste Katastralgemeinde der Gemeinde Nikolsdorf, umfasst große Teile der Talniederung, reicht jedoch im Nordosten nur bis in eine Seehöhe von 800 bis 1.100 Meter. Die nördlich des Dorfs gelegenen Siedlungen gehören bereits zur Katastralgemeinde Nörsach, im Osten reicht die Katastralgemeinde Nikolsdorf nicht ganz bis zum Chrysanthenbach. Einzige Siedlung in der Katastralgemeinde ist das Dorf Nikolsdorf 675 m ü. A., der Hauptort der Gemeinde. Das Dorf hatte 2001 153 Gebäude und 568 Einwohner.
Die Katastralgemeinde Nörsach reicht von der Kärntner Landesgrenze bis zum Gantschenbach im Nordwesten bzw. im Südwesten bis über den Chrysanthenbach. Größte Siedlung ist das Dorf Nörsach 670 m ü. A. mit der St. Chrysanthkirche und den Almen Angerbodenhütte und Rabantalm. Nörsach hatte 2001 32 Gebäude und 97 Einwohner. Zu Nörsach gehört zudem die nordöstlich von Nikolsdorf gelegene Streusiedlung Plone mit den Einzelhöfen Dietl und Pucher sowie die etwas weiter östlich gelegene Streusiedlung Damer 1140 m ü. A. mit den Einzelhöfen Girstmair und Kollnig sowie den Almen Ronachhütte und Zornhütte. Plone hatte 2001 vier Gebäude mit 14 Einwohnern, Damer vier Gebäude mit 17 Einwohnern.

### Nachbargemeinden
| Dölsach | Winklern (SP)                               | Rangersdorf (SP)  |
| Lavant  | Kompassrose, die auf Nachbargemeinden zeigt |                   |
|         |                                             | Oberdrauburg (SP) |

## Geschichte
Nikolsdorf ist ersturkundlich 1207 als Itilsdorf genannt. Es liegt ein altbairischer Personenname Hitil o. ä. zugrunde. Das N kommt von falscher Silbentrennung bei der Aussprache (in/von Itilsdorf → *Nitilsdorf etc.). Später wurde zum Namen Nikolo dissimiliert.
Schloss Lengberg wird 1190 erstmals urkundlich erwähnt. Die Burg wurde wahrscheinlich im 12. Jahrhundert von den Grafen von Lechsgemünd errichtet. Die Herrschaft Lengberg gehörte von 1212 bis 1803 zum Erzstift Salzburg.
Im Mittelalter und der Neuzeit war das heutige Gemeindegebiet von Nikolsdorf ident mit dem Gericht und der Herrschaft Lengberg, die von der gleichnamigen Burg verwaltet wurde. Die drei zunächst eigenständigen Gemeinden Lengberg, Nikolsdorf und Nörsach wurden 1939 unter dem Namen Nikolsdorf vereinigt.

### Bevölkerungsentwicklung
2012 lebten in der Gemeinde Nikolsdorf 910 Menschen. Gemessen an der Einwohnerzahl lag Nikolsdorf zu diesem Zeitpunkt bezüglich der Einwohnerzahl im Mittelfeld der 33 Gemeinden im Bezirk Lienz. Nach der Volkszählung 2001 waren 99,0 % der Bevölkerung österreichische Staatsbürger (Tirol: 90,6 %), bis zum Jahresbeginn 2012 sank der Wert leicht auf 97,4 %. Von der Bevölkerung waren 2012 4,3 % im Ausland geboren, wobei die nicht in Österreich geborenen Einwohner fast ausschließlich aus den EU-Mitgliedstaaten stammte. Zur römisch-katholischen Kirche bekannten sich 2001 97,3 % der Einwohner (Tirol: 83,4 %), 1,6 % hatten kein religiöses Bekenntnis, 0,3 % waren evangelisch.
Der Altersdurchschnitt der Gemeindebevölkerung lag 2001 in etwa im Landesdurchschnitt. 17,0 % der Einwohner von Nikolsdorf waren jünger als 15 Jahre (Tirol: 18,4 %), 61,3 % zwischen 15 und 59 Jahre alt (Tirol: 63,0 %). Der Anteil der Einwohner über 59 Jahre lag mit 21,7 % leicht über dem Landesdurchschnitt von 18,6 %. Der Altersdurchschnitt der Bevölkerung von Nikolsdorf änderte sich in der Folge nicht signifikant. Der Anteil der unter 15-Jährigen stieg per 1. Jänner 2012 auf 18,1 %, während der Anteil der Menschen zwischen 15 und 59 Jahren auf 62,2 % nach oben ging. Der Anteil der über 59-Jährigen sank hingegen auf 19,7 %. Nach dem Familienstand waren 2001 48,9 % der Einwohner von Nikolsdorf ledig, 42,1 % verheiratet, 5,1 % verwitwet und 3,9 % geschieden.
Die Einwohnerzahl von Nikolsdorf entwickelte sich wesentlich schwächer als das Bevölkerungswachstum von Tirol bzw. des Bezirks Lienz. So sank die Einwohnerzahl zwischen 1869 und 1910 um 17 %, erst danach kam es zu einem Bevölkerungswachstum, das insbesondere zwischen 1923 und 1934 stärker ausfiel. Danach stagnierte die Einwohnerzahl bis 1961 nahezu, um in der Folge zwischen 1961 und 1981 um 15 % anzusteigen. 1981 weisen die Ergebnisse der Volkszählung mit 905 Einwohnern den bisher höchsten Bevölkerungsstand auf. Nachdem Nikolsdorf in den 1980er und 1990er Jahren erneut einen leichten Einwohnerrückgang verzeichnete, konnte der Schrumpfungsprozess ab 2004 umgekehrt werden. Im Jahr 2017 erreichte die Gemeinde einen Höchststand von 910 Einwohnern. Seit 2002 hat Nikolsdorf eine schwankende Wanderungsbilanz, zum Beispiel –19 im Jahr 2014 und +34 im Jahr 2016. Die Geburtenbilanz war in all diesen Jahren meist positiv, mit einer Spitze von +12 im Jahr 2011.

## Kultur und Sehenswürdigkeiten
- Schloss Lengberg

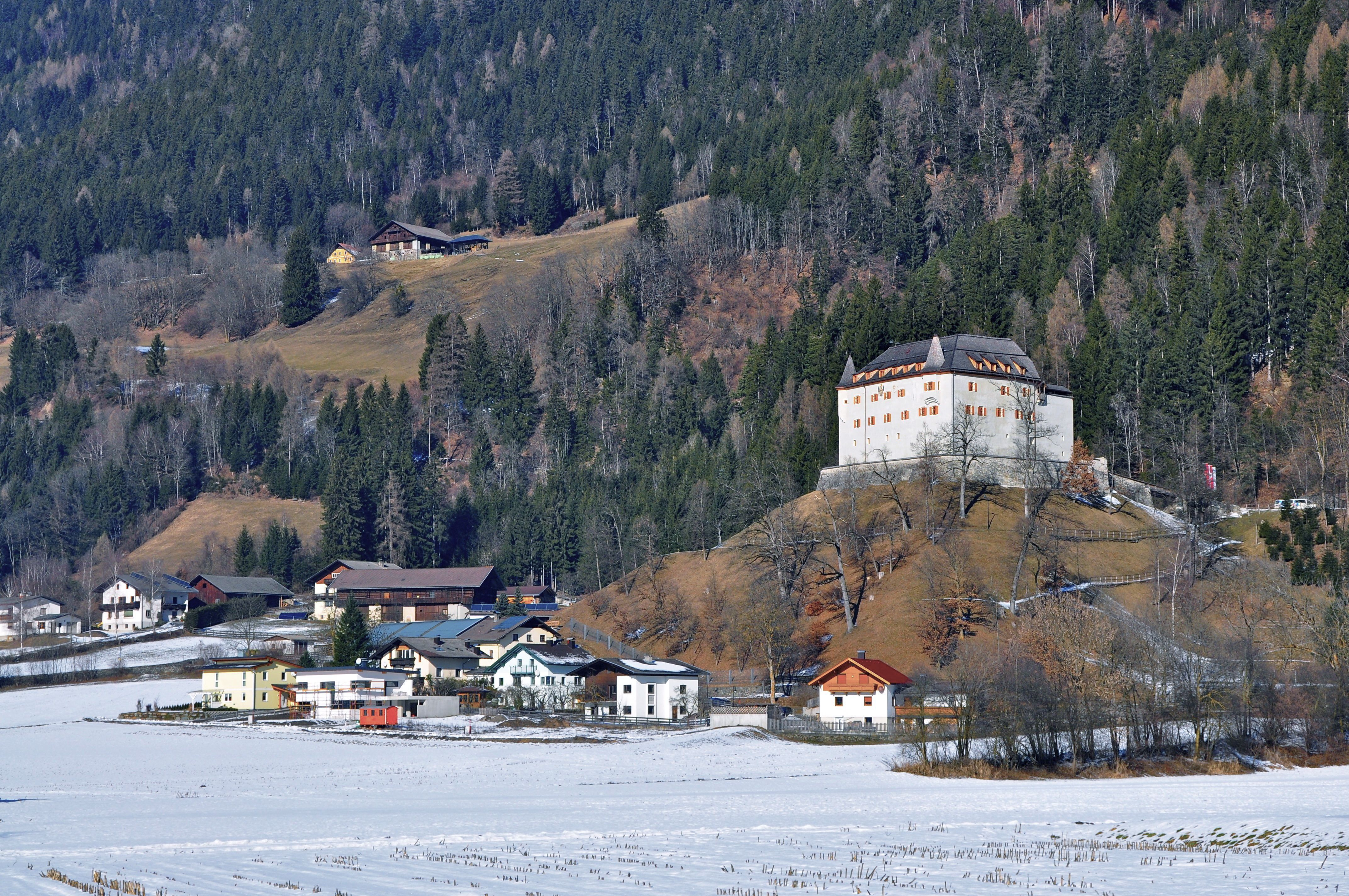
Schloss Lengberg

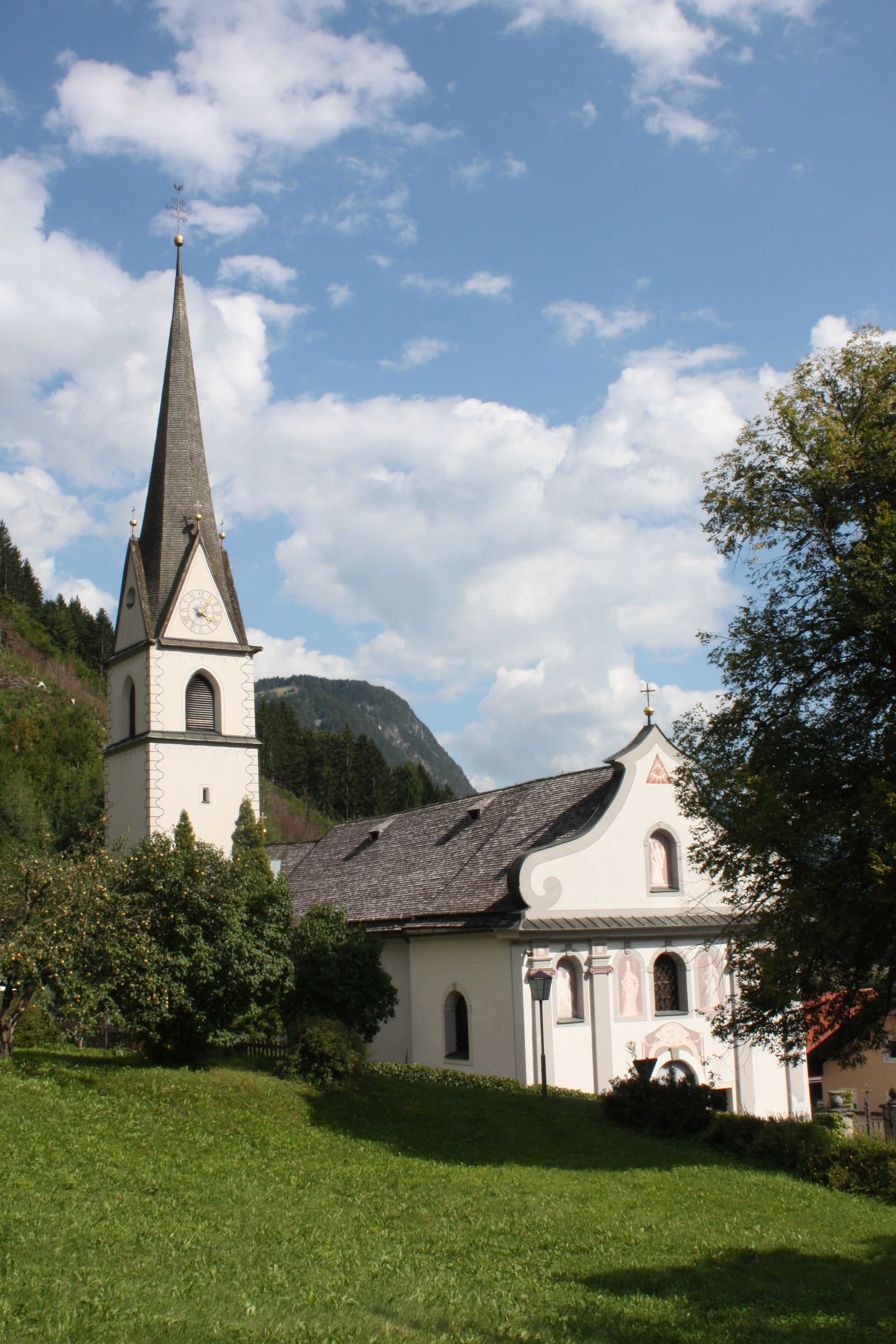
Pfarrkirche Nikolsdorf

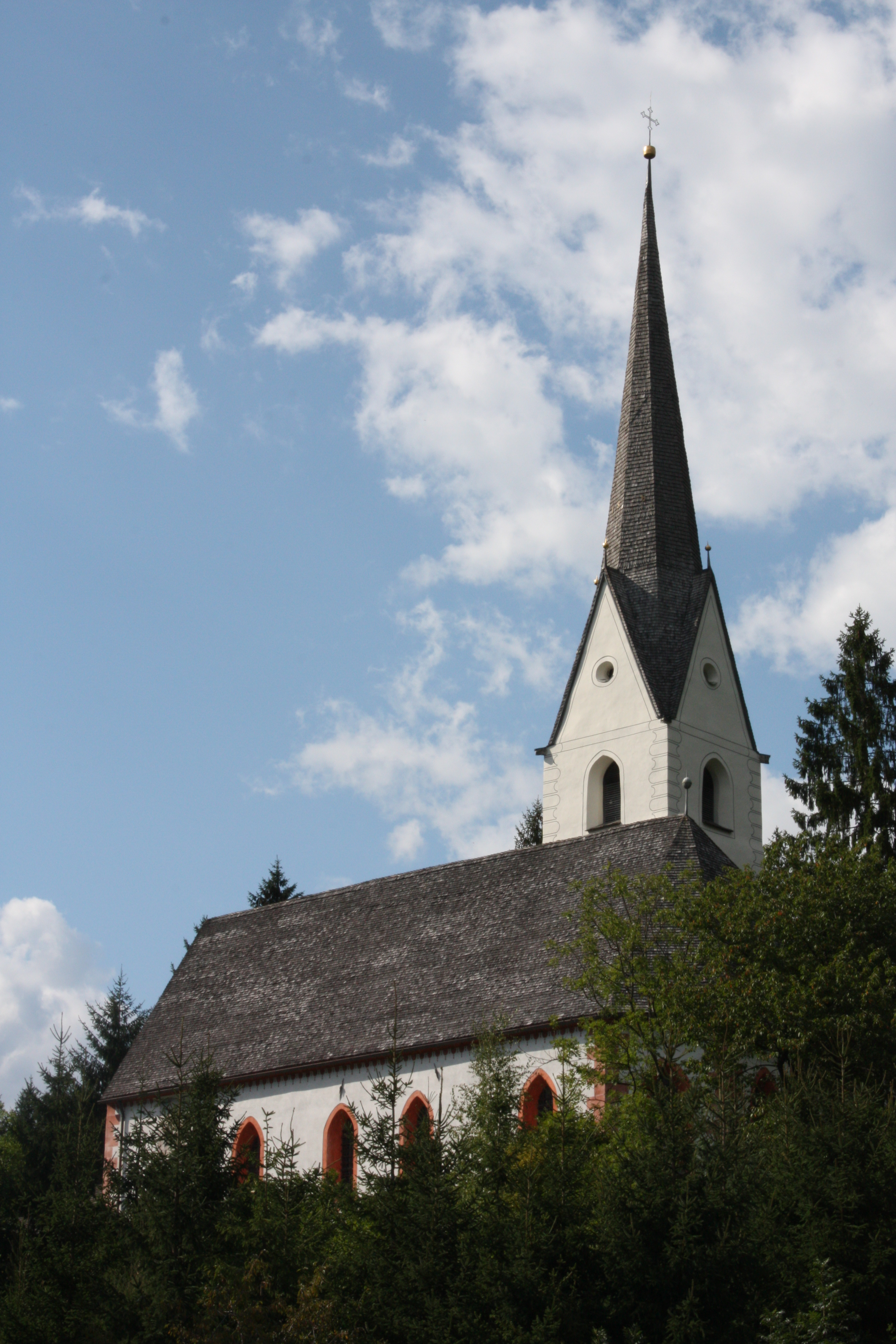
Wallfahrtskirche Nörsach

- Katholische Pfarrkirche Nikolsdorf hl. Bartholomäus
- Katholische Wallfahrtskirche Nörsach hl. Chrysanth

## Wirtschaft und Infrastruktur
Die im Rahmen der Volkszählung durchgeführte Arbeitsstättenzählung ergab 2001 in Nikolsdorf 32 Arbeitsstätten mit 109 Beschäftigten (ohne Landwirtschaft), wobei 83 % unselbständig Beschäftigte waren. Die Anzahl der Arbeitsstätten war dabei gegenüber dem Jahr 1991 um sechs Betriebe (plus 23 %) gestiegen, die Anzahl der Beschäftigten um lediglich 7 Personen (7 %) gewachsen. Wichtigster Wirtschaftszweig war 2001 das Bauwesen mit drei Betrieben und 30 Beschäftigten (28 % der Beschäftigten in der Gemeinde) gefolgt von der Sachgütererzeugung mit fünf Arbeitsstätten und 27 Beschäftigten (25 % der Beschäftigten). 2001 wies keine der Arbeitsstätten in Nikolsdorf 20 oder mehr Beschäftigte auf. Von den 355 erwerbstätigen Einwohnern aus Nikolsdorf gingen 2001 lediglich 89 Personen in der Gemeinde ihrer Beschäftigung nach. 266 mussten zur Arbeit auspendeln. Von den Auspendlern hatten 48 % ihre Arbeitsstätte im benachbarten Ballungszentrum Lienz. Weitere 26 % hatten im übrigen Bezirksgebiet eine Arbeitsstelle gefunden, wobei hier insbesondere die Gemeinden Dölsach und Nußdorf-Debant eine wichtige Rolle als Arbeitgeber spielten. Weitere 5 bzw. 15 % pendelten nach Nordtirol oder in ein anderes Bundesland aus, insbesondere in das benachbarte Kärnten. Demgegenüber standen 2001 57 Einpendler nach Nikolsdorf, wovon 84 % aus dem Bezirk stammten. 1991 hatte die Zahl der Auspendler noch 260 betragen, 1997 waren es 302. An Einpendlern wurden 1991 34 Personen verzeichnet.

### Bildung
Das Schulwesen in Nikolsdorf hat seine Wurzeln in der Mitte des 18. Jahrhunderts, als schriftkundige Bauern den Unterricht führten. Zwischen 1803 und 1848 führte der Mesnersohn Josef Konrad den Unterricht, wobei ihm danach von 1844 bis 1896 sein Sohn Mathäus Konrad folgte. Dieser arbeitete vier Jahre als Schulgehilfe bei seinem Vater und absolvierte zudem einen achtwöchigen Lehrerkurs in Brixen. Bereits im Jahr 1805 wurde das erste Schulhaus errichtet, das 1899 durch ein größeres Schulhaus ersetzt wurde. Während dieses Gebäude heute als Mietwohnhaus dient, wurde das zweite, 1912 errichtete Schulgebäude 1978 abgerissen. Die Volksschule vom Lindsberg war von 1904 bis 1969 in Betrieb und wurde 1974 abgetragen. Das heutige Schulhaus in Nikolsdorf wurde 1972 eröffnet. Während die Volksschule zwischen 1905 und 1945 zweiklassig und danach bis 1964 dreiklassig bzw. in der Folge bis 1994 vierklassig geführt wurde, ging der Schulbetrieb danach rapide zurück und umfasst seit dem Schuljahr 1995/96 nur noch zwei Klassen. Das Schulgebäude beherbergt neben der Volksschule auch den Kindergarten, die Musikschule sowie Räumlichkeiten für die Musikkapelle, den Kirchenchor, die Jungschar sowie die öffentliche Bücherei. Der Kindergarten ist werktags an Vormittagen sowie an einem Werktag auch am Nachmittag geöffnet.

### Verkehr
- Bahn: Nikolsdorf hat eine Haltestelle der Bahnverbindung von Lienz nach Spittal an der Drau.
- Luft: Der Flugplatz Lienz-Nikolsdorf liegt am westlichen Rand der Gemeinde.

## Politik

### Gemeinderat

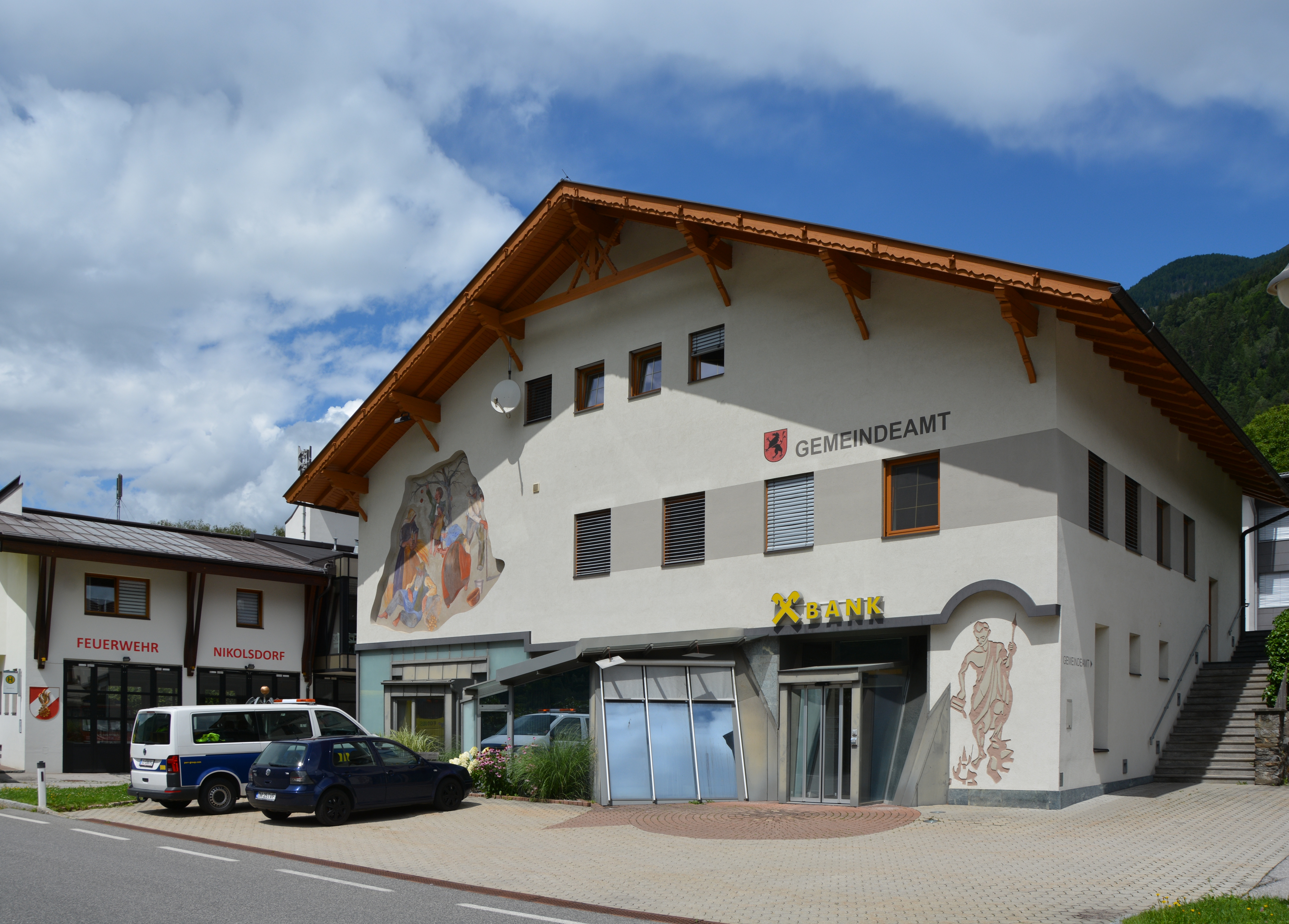
Gemeindeamt

Die Gemeinderat hat insgesamt 11 Mitglieder.
- Mit den Gemeinderats- und Bürgermeisterwahlen in Tirol 1998 hatte der Gemeinderat folgende Verteilung: 8 Nikolsdorfer Bürgermeisterliste - ÖVP und 3 Bürgerliste.[6]
- Mit den Gemeinderats- und Bürgermeisterwahlen in Tirol 2004 hatte der Gemeinderat folgende Verteilung: 6 ÖVP Bürgermeisterliste, 3 Bürgerliste und 2 ÖVP Arbeitnehmer, Junge Generation und Pensionisten.[7]
- Mit den Gemeinderats- und Bürgermeisterwahlen in Tirol 2010 hatte der Gemeinderat folgende Verteilung: 5 Nikolsdorfer Bürgermeisterliste - ÖVP, 3 Bürgerliste, 2 Für Nikolsdorf und 1 Nikolsdorf einig in die Zukunft.[8]
- Mit den Gemeinderats- und Bürgermeisterwahlen in Tirol 2016 hatte der Gemeinderat folgende Verteilung: 8 Wahlplattform Nikolsdorf 2016 und 3 Entwicklung & Ideen für Nikolsdorf´s Zukunft.[9]
- Mit den Gemeinderats- und Bürgermeisterwahlen in Tirol 2022 hat der Gemeinderat folgende Verteilung: 11 Miteinander für unser Dorf (MITNOND).[10]

### Bürgermeister
- 1997–2011 Gotthard Brandstätter
- seit 2011 Georg Rainer[11][10]

### Wappen
Das Wappen von Nikolsdorf wurde der Gemeinde mit Beschluss vom 11. September 1973 durch die Tiroler Landesregierung ein eigenes Wappen verliehen. Die offizielle Blasonierung lautet: „Auf rot ein nach rechts gewendeter schwarzer Panther.“ Das Wappen erinnert an die Grafen von Lechsgemünde, die den schwarzen Panther in ihrem Siegel führten. Die Grafen von Lechsgemünde waren dabei zu Beginn des 13. Jahrhunderts die Herren des Schlosses Lengberg.

## Persönlichkeiten

### Söhne und Töchter der Gemeinde
- Peter Unterkircher (1858–1928), Politiker (CSP)